# NGC 2622
NGC 2622 é uma galáxia espiral (Sb) localizada na direcção da constelação de Cancer. Possui uma declinação de +24° 53' 43" e uma ascensão recta de 8 horas, 38 minutos e 10,9 segundos.
A galáxia NGC 2622 foi descoberta em 29 de Março de 1865 por Albert Marth.